# Чеймберс (округ, Техас)
Округ Чеймберс (англ. Chambers county) — округ штата Техас Соединённых Штатов Америки. На 2000 год в нём проживало 26 031 человек. По оценке бюро переписи населения США в 2008 году население округа составляло 29 356 человек. Окружным центром является город Анауак.

## История
Округ Чеймберс был сформирован в 1858 году из частей округов Джефферсон и Либерти. Он был назван в честь Томаса Джефферсона Чэмберса (англ. Chambers), юриста раннего Техаса.

## География
По данным бюро переписи населения США, площадь округа Чеймберс составляет 2258 км², из которых 1552 км² — суша, а 706 км² — водная поверхность (31,27 %).